# 天貝山
天貝山（てんかいざん）は、徳島県那賀郡那賀町にある山である。標高960.1m。

## 地理
旧木頭村に位置する。「木頭村誌」には天海山と書き、天盍山・天介山とも書かれる。旧木頭村と旧木沢村の境にある平家平から南南東へ延びる稜線上の先端に位置する。
1911年（明治44年）に山中で二枚貝が発見され、東京大学でシュードモノティスと鑑定された。その後、数度にわたる地質調査により、新しい化石が発見された。
天貝山から北へ1km弱ずつ離れて標高1,085m、1,157mの無名峰が並び、地元では当山を含めて木頭三笠と呼んでいる。